# 乌图库利
乌图库利（Uthukuli），是印度泰米尔纳德邦Erode县的一个城镇。总人口7929（2001年）。

## 人口
该地2001年总人口7929人，其中男性4029人，女性3900人；0—6岁人口754人，其中男383人，女371人；识字率67.55%，其中男性为76.35%，女性为58.46%。